# Wendel Geraldo Maurício e Silva

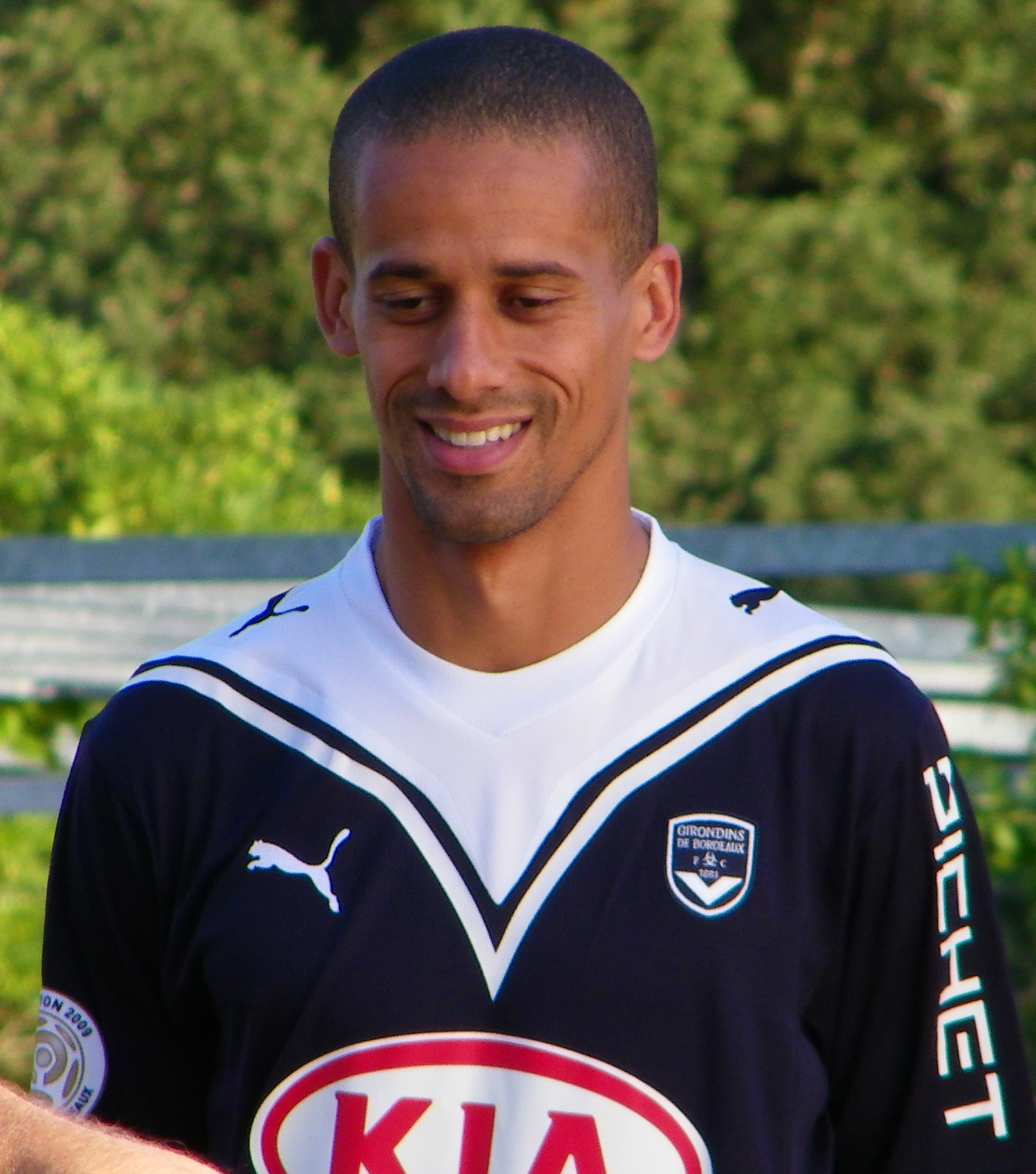

Wendel Geraldo Maurício e Silva (Mariana, 8 april 1982) - alia Wendel - is een Braziliaans voetballer. Hij tekende in 2012 bij CR Vasco da Gama.
Wendel kwam in augustus 2006 naar Europa. Gedurende vijf seizoenen was hij een populaire vleugelaanvaller van Girondins de Bordeaux. Met de Franse club wist hij verschillende prijzen te winnen waaronder het landskampioenschap, de Ligue 1 in 2009. Ook speelde hij in de Champions League 21 wedstrijden voor Bordeaux. De Braziliaan verliet de Franse club in augustus 2011. De Saudische club Ittihad FC kocht het nog een jaar lopende contract af. De transfersom bedroeg 1,5M€ en Wendel tekende voor 3 jaar. Na een half jaar trok hij naar Al Shabab. In 2012 tekende hij bij CR Vasco da Gama

## Statistieken
| seizoen   | club                  | land          | wedstrijden | doelpunten |
| --------- | --------------------- | ------------- | ----------- | ---------- |
| 2000-2006 | Cruzeiro              | Brazilië      | 88          | 4          |
| 2004-2005 | → CD Nacional         | Portugal      | 15          | 3          |
| 2005-2006 | → Santos              | Brazilië      | 45          | 3          |
| 2006-2011 | Girondins de Bordeaux | Frankrijk     | 156         | 35         |
| 2011-2012 | Ittihad FC            | Saoedi-Arabië | 15          | 6          |
| 2012      | Al Shabab             | Saoedi-Arabië | 9           | 3          |
| 2012-...  | Vasco da Gama         | Brazilië      | 30          | 1          |

## Erelijst
| Kampioen Ligue 1      | 1x | 2008/09          |
| Coupe de la Ligue     | 2x | 2006/07, 2008/09 |
| Trophée des Champions | 2x | 2008, 2009       |